# Epsilon Crucis
Epsilon Crucis (ε Cru, ε Crucis), também conhecida como Ginan, Intrometida, é a quinta estrela mais brilhante da constelação de Crux, com uma magnitude aparente de 3,59. De acordo com medições de paralaxe pela sonda Gaia, está a cerca de 230 anos-luz (70,4 parsecs) da Terra.

## Propriedades
Epsilon Crucis é uma gigante laranja com um tipo espectral de K3.5 III o que significa que já passou pelo estágio de sequência principal e consumiu todo o hidrogênio em seu núcleo. Seu estágio evolucionário exato é incerto, com uma probabilidade calculada de 37% de estar no ramo das gigantes vermelhas e 63% de estar no red clump. Com uma massa estimada em 1,5 vezes a massa do Sol, a estrela expandiu-se para 28,4 vezes o raio solar e está brilhando com 300 vezes sua luminosidade. Sua fotosfera possui uma temperatura efetiva de 4 290 K e está girando com uma velocidade de rotação projetada de 3,1 km/s. Sua idade é incerta, sendo estimada entre 1,4 e 2,9 bilhões de anos.
Esta estrela possui uma metalicidade, a abundância de elementos além de hidrogênio e hélio, um pouco menor que a do Sol, com um abundância de ferro equivalente a 60% da solar. Um estudo analisou as linhas espectrais de 14 elementos e determinou abundâncias próximas da solar para a maioria deles, mas com vanádio sendo quase 4 vezes tão abundante. As características químicas da estrela, junto com sua velocidade espacial, apontam para associação ao disco fino da Via Láctea, composto por estrelas mais jovens e com mais metais do que as do disco espesso.
É também uma estrela variável irregular cuja magnitude varia entre 3,4 e 4,0 com nenhum período conhecido. Não possui estrelas companheiras.

## Na cultura
Em 2016, a União Astronômica Internacional organizou um grupo para catalogar e padronizar nomes próprios estelares; em 17 de novembro de 2017, foi aprovado o nome Ginan para esta estrela. O nome tem origem na cultura do povo aborígene Wardaman, do norte da Austrália, e faz referência à "bolsa de músicas" na mitologia de criação desse povo.
Epsilon Crucis aparece na bandeira de vários países como uma das estrelas do Cruzeiro do Sul. Na bandeira do Brasil representa o estado do Espírito Santo.